# UCI ProSeries 2023
De UCI ProSeries 2023 is de vierde editie van deze UCI-wielerkalender met wedstrijden voor professionele renners. Deze serie is het tweede niveau, onder de UCI World Tour en boven de UCI Continentale circuits.
Voor 2023 werden 57 koersen op de kalender opgenomen, 33 eendaagse wedstrijden (1.Pro) en 24 etappewedstrijden (2.Pro) waarvan 49 in Europa, zes in Azië en twee op de Amerikaanse continenten. De ProSeries ving aan op 22 januari met de Ronde van San Juan. De laatste wedstrijden op de kalender zijn de Japan Cup en de Veneto Classic op 15 oktober.

## Ploegen
Dit seizoen zijn er achttien ProTeams. Alpecin-Fenix en Team Arkéa Samsic werden tot de UCI World Tour toegelaten, Israel-Premier Tech en Lotto-Dstny maakten de omgekeerde weg. B&B Hotels p/b KTM stopte in december 2022 en Drone Hopper-Androni Giocattoli (in 2023 als GW Shimano–Sidermec) en Gazprom-RusVelo verloren hun status terwijl Bolton Equities Black Spoke, Q36.5 Pro Cycling Team, Team Corratec en Tudor Pro Cycling Team werden toegevoegd.
| Ploeg                              | Land             | Renners | Fietsmerk     | UCI-Code | Sinds |
| ---------------------------------- | ---------------- | ------- | ------------- | -------- | ----- |
| Bingoal Pauwels Sauces WB          | België           | 20      | De Rosa       | BWB      | 2011  |
| Bolton Equities Black Spoke        | Nieuw-Zeeland    | 20      | Pinarello     | BEB      | 2021  |
| Burgos-BH                          | Spanje           | 21      | BH            | BBH      | 2008  |
| Caja Rural-Seguros RGA             | Spanje           | 21      | MMR           | CJR      | 2000  |
| EOLO-Kometa                        | Italië           | 20      | Aurum         | EOK      | 2018  |
| Equipo Kern Pharma                 | Spanje           | 22      | Giant         | EKP      | 2020  |
| Euskaltel-Euskadi                  | Spanje           | 20      | Orbea         | EUS      | 2018  |
| Green Project-Bardiani-CSF-Faizanè | Italië           | 26      | De Rosa       | GBF      | 1982  |
| Human Powered Health               | Verenigde Staten | 23      | Felt Bicycles | HPM      | 2007  |
| Israel-Premier Tech                | Israël           | 29      | Factor        | IPT      | 2015  |
| Lotto-Dstny                        | België           | 28      | Ridley        | LTD      | 1985  |
| Q36.5 Pro Cycling Team             | Zwitserland      | 24      | Scott         | Q36      | 2023  |
| Team Corratec                      | Italië           | 20      | Corratec      | COR      | 2022  |
| Team Flanders-Baloise              | België           | 20      | Eddy Merckx   | TFB      | 2003  |
| Team Novo Nordisk                  | Verenigde Staten | 18      | Argon 18      | TNN      | 2008  |
| TotalEnergies                      | Frankrijk        | 25      | Specialized   | TEN      | 2000  |
| Tudor Pro Cycling Team             | Zwitserland      | 20      | BMC           | TUD      | 2019  |
| Uno-X Pro Cycling Team             | Noorwegen        | 28      | Dare          | UXT      | 2010  |

## Kalender
Ten opzichte van 2022 verdwenen de Ronde van de Provence, de Ronde van Turkije en de Ronde van Utah van deze kalender terwijl de Ronde van Hongarije, de Mont Ventoux Dénivelé Challenge, de Ronde van Veneto en de Veneto Classic werden toegevoegd. De Ronde van het Qinghaimeer keerde terug. De Ronde van het Taihu-meer werd na drie afgelaste edities voor het eerst verreden sinds opname op deze kalender.
| Datum           | Koers                               | Winnaar                  | Winnaar                            |
| --------------- | ----------------------------------- | ------------------------ | ---------------------------------- |
| 22-29 januari   | Ronde van San Juan                  | Miguel Ángel López       | Team Medellín-EPM                  |
| 1-5 februari    | Ronde van Valencia                  | Rui Costa                | Intermarché-Circus-Wanty           |
| 12 februari     | Clasica de Almeria                  | Matteo Moschetti         | Q36.5 Pro Cycling Team             |
| 11-15 februari  | Ronde van Oman                      | Matteo Jorgenson         | Movistar Team                      |
| 15-19 februari  | Ronde van de Algarve                | Daniel Martínez          | INEOS Grenadiers                   |
| 15-19 februari  | Ruta del Sol                        | Tadej Pogačar            | UAE Team Emirates                  |
| 25 februari     | Faun Ardèche Classic                | Julian Alaphilippe       | Soudal-Quick Step                  |
| 26 februari     | La Drôme Classic                    | Anthony Perez            | Cofidis                            |
| 26 februari     | Kuurne-Brussel-Kuurne               | Tiesj Benoot             | Jumbo-Visma                        |
| 1 maart         | Trofeo Laigueglia                   | Nans Peters              | AG2R-Citroën                       |
| 15 maart        | Milaan-Turijn                       | Arvid de Kleijn          | Tudor Pro Cycling Team             |
| 15 maart        | Nokere Koerse                       | Tim Merlier              | Soudal-Quick Step                  |
| 16 maart        | GP Denain                           | Sebastián Molano         | UAE Team Emirates                  |
| 17 maart        | Bredene Koksijde Classic            | Gerben Thijssen          | Intermarché-Circus-Wanty           |
| 26 maart        | GP Industria & Artigianato-Larciano | Ben Healy                | EF Education-EasyPost              |
| 1 april         | Grote Prijs Miguel Indurain         | Jon Izagirre             | Cofidis                            |
| 5 april         | Scheldeprijs                        | Jasper Philipsen         | Alpecin-Deceuninck                 |
| 12 april        | Brabantse Pijl                      | Dorian Godon             | AG2R-Citroën                       |
| 17-21 april     | Ronde van de Alpen                  | Tao Geoghegan Hart       | INEOS Grenadiers                   |
| 6 mei           | Grote Prijs van Plumelec            | Arnaud De Lie            | Lotto-Dstny                        |
| 7 mei           | Tro Bro Léon                        | Giacomo Nizzolo          | Israel-Premier Tech                |
| 10-14 mei       | Ronde van Hongarije                 | Marc Hirschi             | UAE Team Emirates                  |
| 16-21 mei       | Vierdaagse van Duinkerke            | Romain Grégoire          | Groupama-FDJ                       |
| 25-28 mei       | Boucles de la Mayenne               | Oier Lazkano             | Movistar Team                      |
| 26-29 mei       | Ronde van Noorwegen                 | Ben Tulett               | INEOS Grenadiers                   |
| 4 juni          | Brussels Cycling Classic            | Arnaud Démare            | Groupama-FDJ                       |
| 10 juni         | Dwars door het Hageland             | Rasmus Tiller            | Uno-X Pro Cycling Team             |
| 7-11 juni       | Ster ZLM Tour                       | Olav Kooij               | Team Jumbo-Visma                   |
| 13 juni         | Mont Ventoux Dénivelé Challenges    | Lenny Martinez           | Groupama-FDJ                       |
| 14-18 juni      | Ronde van België                    | Mathieu van der Poel     | Alpecin-Deceuninck                 |
| 14-18 juni      | Ronde van Slovenië                  | Filippo Zana             | Team Jayco AlUla                   |
| 9-16 juli       | Ronde van het Qinghaimeer           | Henok Mulubrhan          | Green Project-Bardiani-CSF-Faizanè |
| 22-26 juli      | Ronde van Wallonië                  | Filippo Ganna            | INEOS Grenadiers                   |
| 15-19 augustus  | Ronde van Burgos                    | Primož Roglič            | Jumbo-Visma                        |
| 15-19 augustus  | Ronde van Denemarken                | Mads Pedersen            | Lidl-Trek                          |
| 17-20 augustus  | Arctic Race of Norway               | Stephen Williams         | Israel-Premier Tech                |
| 23-27 augustus  | Ronde van Duitsland                 | Ilan Van Wilder          | Soudal-Quick Step                  |
| 3 september     | Maryland Cycling Classic            | Mattias Skjelmose Jensen | Lidl-Trek                          |
| 3-10 september  | Ronde van Groot-Brittannië          | Wout van Aert            | Jumbo-Visma                        |
| 10 september    | GP Fourmies                         | Tim Merlier              | Soudal-Quick Step                  |
| 13 september    | Grote Prijs van Wallonië            | Gonzalo Serrano          | Movistar Team                      |
| 14 september    | Coppa Sabatini                      | Marc Hirschi             | UAE Team Emirates                  |
| 16 september    | Super 8 Classic                     | Mathieu van der Poel     | Alpecin-Deceuninck                 |
| 14-17 september | Ronde van het Taihumeer             | George Jackson           | Bolton Equities Black Spoke        |
| 20-24 september | Ronde van Luxemburg                 | Marc Hirschi             | UAE Team Emirates                  |
| 28 september    | Circuit Franco-Belge                | Arnaud De Lie            | Lotto-Dstny                        |
| 23-30 september | Ronde van Langkawi                  | Simon Carr               | EF Education-EasyPost              |
| 30 september    | Ronde van Emilia                    | Primož Roglič            | Jumbo-Visma                        |
| 2 oktober       | Coppa Bernocchi                     | Wout van Aert            | Jumbo-Visma                        |
| 3 oktober       | Ronde van de Drie Valleien          | Ilan Van Wilder          | Soudal-Quick Step                  |
| 3 oktober       | Ronde van het Münsterland           | Per Strand Hagenes       | Jumbo-Visma                        |
| 5 oktober       | Ronde van Piemonte                  | Andrea Bagioli           | Soudal-Quick Step                  |
| 5-9 oktober     | Ronde van Hainan                    | Óscar Sevilla            | Team Medellín-EPM                  |
| 8 oktober       | Parijs-Tours                        | Riley Sheehan            | Israel-Premier Tech                |
| 11 oktober      | Ronde van Veneto                    | Dorian Godon             | AG2R-Citroën                       |
| 15 oktober      | Japan Cup                           | Rui Costa                | Intermarché-Circus-Wanty           |
| 15 oktober      | Veneto Classic                      | Davide Formolo           | UAE Team Emirates                  |